# Lamstedt
Lamstedt – miejscowość i gmina w Niemczech, w kraju związkowym Dolna Saksonia, w powiecie Cuxhaven, siedziba gminy zbiorowej Börde Lamstedt.